# Curado Ribeiro
Fernando Teixeira Curado Ribeiro (Lisboa, 25 de Maio de 1919 - Lisboa, 29 de Julho de 1995) foi um actor português que se destacou em cinema e teatro.

## Biografia

### Vida pessoal
Uma das mais carismáticas figuras do cinema português, Curado Ribeiro nasceu em Lisboa, sendo filho de pai português e de mãe goesa, chamados Raúl Curado Ribeiro e Laura Curado Ribeiro. Devido a divergências pessoais entre o casal, por volta de 1930 a sua mãe sai de casa e deixa o filho aos cuidados do pai. O pai voltaria a casar, com uma mulher espanhola. O contacto com a madrasta daria ao jovem uma certa aprendizagem da música hispanófona (principalmente espanhola e argentina). Distanciado da mãe, Fernando nunca mais a quis ver e chega, inclusive, a impedí-la de conhecer a neta, Rita. Laura morava na Praça da Figueira, em Lisboa, e morreu com 84 anos, curiosamente dois meses depois de Rita Ribeiro, na altura com 18 anos, a ter procurado e encontrado. Conhecido por ser mulherengo, tal como o seu pai, o seu casamento com a actriz Maria José termina em divórcio litigioso quando a filha ainda era pequena. Rita decide ficar com a mãe, pois Fernando já se encontrava acompanhado. 
Foi iniciado na Maçonaria no Grande Oriente Lusitano em 1986, na Loja Futuro.

### Estudos e carreira
Estudante de engenharia, começou a cantar em público nos serões académicos do Instituto Industrial de Lisboa. Em 1938 tornou-se vocalista dum conjunto intitulado Os Excêntricos do Ritmo, alcançando grande popularidade com a canção Olhos Negros. Em 1940 torna-se locutor da Emissora Nacional. Em 1945 mudar-se-ia para a Rádio Clube Português e em 1947 para a Rádio Renascença. 
Devido à indisponibilidade de Igrejas Caeiro, é convidado por Arthur Duarte para substitui-lo no filme O Costa do Castelo (1943), interpretando Daniel, um jovem aristocrata que se faz passar por pobre motorista para alcançar o amor de Luisinha (Milú). Contracenando com atores já consagrados como António Silva e Maria Matos, Curado Ribeiro alcançou boas críticas pela sua prestação, lançando-o numa carreira cinematográfica onde desempenharia sobretudo papéis de galã, destacando-se A Menina da Rádio (1944), Os Vizinhos do Rés do Chão (1947) e O Leão da Estrela (1947).
Em 1949 Curado Ribeiro resolveu apoiar a candidatura do general Norton de Matos, o que lhe causaria alguns dissabores profissionais. Por esse motivo saiu do país, afastando-se das rádios nacionais. Foi para Angola, integrando a Rádio Clube do Huambo, em 1950, e para o Congo Belga, em 1951. Em 1952 estava na Bélgica para integrar a direção da Secção Ibérica da Radiodifusão Nacional Belga.
Ao deixar a Bélgica decidiu abraçar a carreira de ator. Com efeito, em 1954, regressa a Portugal e ingressa no elenco da peça de Alejandro Casona, É proibido suicidar-se na Primavera, no Teatro Avenida, sob a direção de Pedro Lemos. No mesmo ano filma Quando o Mar Galgou a Terra (1954), quase ao mesmo tempo que ingressa na Companhia do Teatro Apolo, onde participa em A Rosinha dos Limões (1954), ao lado de Milú e de Hermínia Silva, e em A Irmã São Suplício (1954), onde trabalha com Alves da Cunha e Raul Solnado. 
Gradualmente, constrói um estatuto de sólido intérprete teatral, entrando em 1959 para os quadros da prestigiada Companhia de Teatro Rey-Colaço Robles Monteiro, sedada no Teatro Nacional D. Maria II; até 1963 representa quase duas dezenas de peças nesta companhia. Afasta-se do teatro e só voltará em 1972, com uma peça que ficará como um marco no seu percurso teatral: O Tartufo, de Moliére, sob a direção de Adolfo Marsillach, no Teatro Villaret. E volta à Companhia Rey Colaço-Robles Monteiro, agora sedada no Teatro da Trindade. 
Além do teatro e do cinema, Curado Ribeiro também uma assinalável carreira televisiva onde, para além de peças de teatro transmitidas para televisão, viria a figurar em algumas das primeiras produções de ficção dos anos 1980; designadamente as novelas Origens (1983), Palavras Cruzadas (1985) e A Banqueira do Povo (1993). 
Na década de 1990 voltaria ao teatro com Passa Por Mim no Rossio (1991), sob a direção de Filipe La Féria, e A Ceia dos Cardeais (1992), ao lado de Ruy de Carvalho e Varela Silva.

### Saúde e morte
Os últimos meses da sua vida foram marcados por complicações de saúde: padecendo de doença prolongada e estando a fazer quimioterapia, Curado Ribeiro não se coibiu de alguns pequenos prazeres como continuar a fumar e comer certas coisas que lhe foram proibidas pelos médicos, o que acabou por fazer com que entrasse em coma. Falece em 1995, tendo estado em tratamentos no Hospital Pulido Valente ao lado do seu colega e amigo de vida, Varela Silva.

## Obras publicadas
- Diário de uma voz... : inconfidências, críticas, programas, entrevistas. Porto : Livraria Progredior, 1947.[14]
- Rádio : produção, realização, estética. Lisboa : Arcádia, 1964. Coleção Arcádia, série especial, n.º 4.[15]